# Stade Saniat Rmel
Das Stade Saniat Rmel ist ein Fußballstadion in Tétouan, Marokko. Hier trägt der Fußballverein Maghreb Tétouan seine Heimspiele aus.

## Geschichte
Das Stadion wurde 1913 unter der Leitung des Ingenieurs Marquez de Varela erbaut. Früher trug es den Namen „La Hípica“. Seit 2007 besteht die Spielfläche aus Kunstrasen. 2008 erhielt der Rasen die 2-Sterne-Zertifizierung der FIFA.